# Mustafa Mohamed Ali
Mustafa Mohamed Hamad Ali (ur. 1 stycznia 1985) – sudański zapaśnik walczący w stylu wolnym. Zajął 29 miejsce na mistrzostwach świata w 2018. Piąty na igrzyskach afrykańskich w 2015 i dziewiąty w 2019. Brązowy medalista mistrzostw Afryki w 2018. Srebrny medalista mistrzostw arabskich w 2019 roku.